# Back in the World
Back in the World (sottotitolo Live) è un album dal vivo di Paul McCartney composto di brani eseguiti nel suo tour del 2002 Driving USA negli Stati Uniti dopo la pubblicazione nel 2001 di Driving Rain. Internazionalmente, è stato pubblicato nel 2003, tranne che per il Nord America dove Back in the U.S. venne pubblicato in sua sostituzione per commemorare il suo primo tour dopo circa 10 anni.

## Il disco
Avendo al seguito la maggior parte dei musicisti apparsi in Driving Rain, McCartney assemblò un nuovo concerto con Rusty Anderson e Brian Ray alle chitarre, Abe Laboriel Jr. alla batteria e Paul "Wix" Wickens, che collaborava con McCartney negli ultimi due tour del 1989-1990 e 1993.
Sebbene McCartney stesse promuovendo Driving Rain, la maggior parte dei brani eseguiti appartiene al suo passato, presentando soprattutto brani pubblicati con i Beatles e con gli Wings. Ed è stato con la pubblicazione di queste particolari canzoni su Back in the US nel 2002 a far nascere il più grande litigio che coinvolse McCartney dopo anni. Dopo aver accreditato i brani a Lennon/McCartney in Tripping the Live Fantastic, Unplugged - The Official Bootleg e Paul Is Live, McCartney decise di invertire i crediti in McCartney/Lennon, facendo scaturire una protesta pubblica da parte di Yōko Ono. Fu una risposta alla simile provocazione di Yoko Ono nell'album Lennon Legend: The Very Best of John Lennon del 1997, dove McCartney non apparve nei crediti della canzone Give Peace a Chance. Mentre ora continuano ancora a imperversare le divisioni tra critici e fan di McCartney, è necessario sapere che John Lennon non ha mai pubblicamente obiettato i crediti invertiti apparsi in Wings Over America nel 1976 (John Lennon era ancora vivo, morì tragicamente nel 1980). Rimanendo superiore ai fatti che stavano accadendo e per nulla intimorito dalla rabbia di Ono, McCartney decise di inserire i crediti non invertiti in Back in the World.
La differenza principale tra Back in the US e Back in the World è che Vanilla Sky fu tolta da quest'ultimo, mentre due delle tracce del secondo disco (C Moon e Freedom) sono state rimpiazzate con quattro tracce esclusive che non si trovavano su Back in the US: Calico Skies, Michelle, Let 'Em In e She's Leaving Home. Un'altra differenza riguarda la versione di Hey Jude, che è diversa tra l'uno e l'altro album.
Back in the World raggiunse il 5º posto nel Regno Unito, diventando un grosso successo commerciale per McCartney.

## Tracce
Tutte le tracce di John Lennon/Paul McCartney tranne dove segnalato.

### Disco 1
1. Hello Goodbye – 3:46
2. Jet (Paul McCartney/Linda McCartney) – 4:02
3. All My Loving – 2:08
4. Getting Better – 3:10
5. Coming Up (Paul McCartney) – 3:26
6. Let Me Roll It (Paul McCartney/Linda McCartney) – 4:24
7. Lonely Road (Paul McCartney) – 3:12
8. Driving Rain (Paul McCartney) – 3:11
9. Your Loving Flame (Paul McCartney) – 3:28
10. Blackbird – 2:30
11. Every Night (Paul McCartney) – 2:51
12. We Can Work It Out – 2:29
13. Mother Nature's Son – 2:11
14. Carry That Weight – 3:05
  - Dall'inizio fino a 1:58, viene suonata la canzone You Never Give Me Your Money.
15. The Fool on the Hill – 3:09
16. Here Today (Paul McCartney) – 2:28
  - Tributo a John Lennon
17. Something (George Harrison) – 2:33
  - Un tributo a George Harrison, suonata con l'ukulele, uno degli strumenti preferiti da Harrison[2]

### Disco 2
1. Eleanor Rigby – 2:17
2. Here, There and Everywhere – 2:23
3. Calico Skies (Paul McCartney) – 2:38
  - Eseguita all'Osaka Dome, Osaka, Giappone
4. Michelle – 3:15
  - Eseguita a Città del Messico
5. Band on the Run (Paul McCartney/Linda McCartney) – 5:00
6. Back in the U.S.S.R. – 2:56
7. Maybe I'm Amazed (Paul McCartney) – 4:47
8. Let 'Em In (Paul McCartney/Linda McCartney) – 5:23
  - Eseguita al Tokyo Dome, Tokyo, Giappone
9. My Love (Paul McCartney/Linda McCartney) – 4:04
10. She's Leaving Home – 3:52
  - Eseguita a Città del Messico
11. Can't Buy Me Love – 2:11
12. Live and Let Die (Paul McCartney/Linda McCartney) – 3:05
13. Let It Be – 3:58
14. Hey Jude – 7:35
  - Eseguita a Città del Messico; su Back in the U.S., la canzone fu eseguita a New York.
15. The Long and Winding Road – 3:30
16. Lady Madonna – 2:21
17. I Saw Her Standing There – 3:08
18. Yesterday – 2:08
19. Sgt. Pepper's Lonely Hearts Club Band (Reprise)/The End – 4:40

## Formazione
- Paul McCartney – voce, basso, chitarra, pianoforte
- Brian Ray – basso, chitarra, cori
- Abe Laboriel jr. – batteria, percussioni, cori
- Rusty Anderson – chitarra, cori
- Paul Wickens – tastiere, armonica, chitarra, cori

## Classifiche
| Paese       | Posizione di picco | Settimane |
| ----------- | ------------------ | --------- |
| Regno Unito | 5                  | 13        |
| Danimarca   | 6                  | 11        |
| Germania    | 10                 | 12        |
| Svezia      | 12                 | 7         |
| Finlandia   | 15                 | 1         |
| Austria     | 17                 | 10        |
| Francia     | 23                 | 10        |
| Ungheria    | 31                 | 1         |
| Italia      | 32                 | 5         |
| Svizzera    | 68                 | 3         |
| Giappone    | 196                | 2         |